# Замок Баллігулі
Замок Баллігулі (англ. Ballyhooly Castle) — один із замків Ірландії, розташований в графстві Корк, біля однойменного селища Баллігулі, серед лісових масивів, на північному березі річки Блеквотер (річки Чорної Води), недалеко від міста Маллоу. Замок являє собою п'ятиповерхову вежу. Нині замок перетворений на комфортабельний готель. Там є 3 двомісні спальні і 2 одномісні спальні. Є 4 ванних кімнати. Замок з видом на річку, відвідувачам можна здійснювати прогулянки навколишніми лісами. Готель маю ексклюзивне місце для рибної ловлі на річці Блеквотер. Це одне з найкращих місць для ловіння лосося в Європі. За годину їзди від готелю є мальовничі озера Кілларні. Можна розважитись гольфом, поїздками верхи та на велосипеді.

## Історія замку Баллігулі
Замок Баллігулі був побудований для охорони броду через річку Блеквотер в XVI столітті. У замку жила аристократична родина Рош (Роч). У 1641 році спалахнуло повстання за незалежність Ірландії, над замком замайорів прапор Ірландської конфедерації. Англійська армія взяла штурмом замок. Замок і землі були конфісковані у власників і даровані Річарду Алдворту. У 1862 році замок був відреставрований. У 1820 роках до замку був добудований будинок рибалок.